# Durham (Nuevo Hampshire)
Durham es un pueblo ubicado en el condado de Strafford en el estado estadounidense de Nuevo Hampshire. En el Censo de 2010 tenía una población de 14.638 habitantes y una densidad poblacional de 228,02 personas por km². La Universidad de Nuevo Hampshire (University of New Hampshire), con más de 15.000 estudiante, es una de las funciones primarias del pueblo.

## Geografía
Durham se encuentra ubicado en las coordenadas 43°7′2″N 70°55′6″O / 43.11722, -70.91833. Según la Oficina del Censo de los Estados Unidos, Durham tiene una superficie total de 64.2 km², de la cual 57.96 km² corresponden a tierra firme y (9.72%) 6.24 km² es agua.

## Demografía
Según el censo de 2010, había 14.638 personas residiendo en Durham. La densidad de población era de 228,02 hab./km². De los 14.638 habitantes, Durham estaba compuesto por el 93.8% blancos, el 0.86% eran afroamericanos, el 0.07% eran amerindios, el 3.24% eran asiáticos, el 0.01% eran isleños del Pacífico, el 0.4% eran de otras razas y el 1.62% pertenecían a dos o más razas. Del total de la población el 2.05% eran hispanos o latinos de cualquier raza.